# Потемкино (Удмуртия)
Потемкино — деревня в Балезинском районе Удмуртии. Входит в состав Юндинского сельского поселения.

## География
Деревня расположена на северо-востоке республики на расстоянии примерно в 20 километрах по прямой к юго-западу от районного центра Балезина.
Часовой пояс
Деревня Потемкино как и вся Удмуртия, находится в часовой зоне МСК+1. Смещение применяемого времени относительно UTC составляет +4:00.

## Население
| 2010 | 2012 | 2014 |
| ---- | ---- | ---- |
| 0    | →0   | →0   |

Национальный состав
Согласно результатам переписи 2002 года, население отсутствовало.